# Lombard Odier & Cie
Fundat a Ginebra el 1796,  Lombard Odier & Cie és un banc famós per ser la banca privada més antiga de Ginebra i una de les més grans de Suïssa i d'Europa. Liderat per vuit socis gerents, té una xarxa de més de 20 oficines arreu del món i ofereix als seus clients privats i institucionals una àmplia gamma de consells relacionats amb la gestió de patrimonis, productes i serveis financers especialitzats. Un negoci familiar independent durant set generacions, l'empresa és dirigida per vuit socis amb responsabilitat personal il·limitada.

## Clients privats
El banc ofereix als seus clients serveis de consultoria privada i l'experiència de gestió de patrimoni - la integració financera, fiscal i legal disciplines afins.

## Clients institucionals
La divisió de gestió d'actius proporciona productes d'inversió i assessorament en totes les principals classes d'actius a un grup divers d'institucions d'arreu del món. Les estratègies tradicionals i alternatives es gestionen tant en forma activa com passiva.

## Lombard Odier Investment Managers
Aquest grup es dedica a la gestió dels béns col·lectius, la creació i la gestió dels fons i la distribució dels fons externs.

## Filantropia
Lombard Odier també està involucrada en moltes activitats filantròpiques a través de la Fondation Lombard Odier, una base d'associats i ex accionistes del banc, que dona suport a àrees com el desenvolupament sostenible i l'esperit empresarial.

## Dates clau
- 1796: Fundació de Hy Hentsch & Cie per Henri Hentsch
- 1798: Henri Hentsch i Jean Gedeó Lombard establir el banc Henri Hentsch & Lombard
- 1800: Financers de la indústria minera
- 1857: Cofundadors de la Borsa de Valors de Ginebra (20 anys abans de l'obertura de la Borsa de Zurich)
- 1872: Creació de la primera companyia d'assegurances de vida de Ginebra de James Odier Darier i Jules-Rei
- 1880: Participants en el finançament de la xarxa ferroviària suïssa
- 1907: Co-fundadors del Banc Nacional de Suïssa
- 1910: Creació d'un fons de pensions per als empleats de la Signatura
- 1950: Pioner en la creació i distribució dels fons d'inversió a Europa
- 1951: Primer banc privat per a grups fora de Suïssa (Montreal oficina oberta)
- 1957: Instal·lació del primer sistema de TI de l'empresa
- 1979: Primer banc europeu de posseir un seient a la Borsa de Nova York
- 1993: Participants en la creació de la Borsa Electrònica suís
- 1995: Llançament per primera vegada d'un fons sectorial, en col·laboració amb experts científics
- 2002: Esdevé Lombard Odier Darier Hentsch & Cie
- 2009: Bárcenas l'utilitza per a depositar els seus diners.[2][3]